# Salpichroa ciliata
Salpichroa ciliata là loài thực vật có hoa trong họ Cà. Loài này được Schltr. miêu tả khoa học đầu tiên năm 1845.